# Two Worlds 2
Two Worlds 2 ist ein Action-Rollenspiel des deutschen Publishers TopWare Interactive und der direkte Nachfolger zu Two Worlds. Es wurde von TopWares polnischem Tochterstudio Reality Pump entwickelt und am 9. November 2010 für Windows, Mac OS, PlayStation 3 und Xbox 360 veröffentlicht.

## Handlung
Die Handlung spielt fünf Jahre nach dem ersten Two Worlds. Gandohar konnte sich zwischenzeitlich zum Kaiser von Antaloor aufschwingen, während der Held und seine Schwester Kyra in Gefangenschaft gerieten. Doch er wird von einer Gruppe Orks befreit, deren Prophet in der Spielerfigur den Befreier von der Herrschaft Gandohars sieht.

## Entwicklung
Two Worlds 2 sollte ursprünglich als Add-on des ersten Teils mit dem Titel Two Worlds: The Temptation erscheinen. Später entschied man sich jedoch, das Add-on in einen Vollpreistitel umzuwandeln. Laut Aussage der Entwickler hat man die vielfältige Kritik am ersten Teil analysiert und versucht dieser durch Verbesserungen gerecht zu werden. Im September 2011 wurde eine Erweiterung mit dem Titel Pirates of the Flying Fortress veröffentlicht. Außerdem veröffentlichte Topware im Mai 2011 einen Tower-Defense-Ableger mit dem Titel Two Worlds 2 Castle Defense. Daneben gibt es eine Velvet Game of the Year Edition (mit Hauptspiel und Add-on) und eine Epic Edition mit Hauptspiel, Add-on und Castle Defense.
Die Synchronsprecher sind Dietmar Wunder (Held), Reiner Schöne, Tilo Schmitz (Rogdor), Martina Treger und Shandra Schadt (Kyra).

## Rezeption
Bei Metascore erreichte die PC-Version des Spiels einen Metascore von 76, die PlayStation-3-Fassung 70 und die Xbox-360-Version eine Metascore von 67.
Im Test von Looki erreichte die PC-Version von Two Worlds 2 eine Wertung von 78 Prozent. Als positiv wurden vor allem die hübsche und interessante Spielwelt mit vielen kleinen Abenteuern sowie der Mehrspielermodus hervorgehoben. Abgesehen von kleineren Fehlern bemängelte das Magazin vor allem die nicht vollständig auskundschaftbare Spielwelt und Komplikationen bei der Bedienung.
In den ersten vier Wochen nach Veröffentlichung verkaufte sich Two Worlds 2 mehr als eine Million Mal.